# 岩手県立杜陵高等学校奥州校
岩手県立杜陵高等学校奥州校（いわてけんりつとりょうこうとうがっこうおうしゅうこう、英語: Iwate prefectural Toryo High school Oshu branch school）は、岩手県立杜陵高等学校の日本岩手県奥州市に所在する定時制・通信制の分校である。略称は杜陵奥州（とりょうおうしゅう）。

## 沿革

### 年表
（年表における主要な出典は公式サイトから）
- 1957年（昭和32年）4月1日 -  岩手県立水沢商業高等学校（協力校）に主導主任が発令、初のスクーリングが開催される。
- 1974年（昭和49年）4月1日 - 岩手県立杜陵高等学校通信制に分室を設け、水沢分室（水沢商業高校内）に3名を配置。
- 1979年（昭和54年）4月1日 - 通信制水沢分室に教頭を配置。
- 2009年（平成21年）4月18日 - 岩手県立杜陵高等学校奥州校（定時制課程・通信制課程）として開校。
- 2012年（平成24年）2月22日 - 体育館を落成。

## 基礎データ

### 所在地
- 西町校舎（定時制） 〒023-0816　岩手県奥州市水沢西町3-20
- 水商校舎（通信制） 〒023-0064　岩手県奥州市水沢土器田1番地（岩手県立水沢商業高等学校内）

### アクセス
水商校舎については、岩手県立水沢商業高等学校#アクセスを参照。
ここでは西町校舎について取り上げる。
- JR東日本水沢駅から徒歩約15分[4]。
- 水沢ICから車で10分[要出典]。

## 設置課程
- 定時制
  - 普通科（昼間部、夜間部）
- 通信制
  - 普通科

## 学校行事
- 前期
  - 前期生徒総会、校外学習、レク大会、小論文講座、全校読書会、生活体験発表会
- 後期
  - 後期生徒総会、修学旅行（希望者）、マナー講習、ものつくり体験学習、卒業式

## 部活動
ソフトテニス部、バドミントン部卓球部、剣道部、陸上競技部が全国高等学校定時制通信制体育大会へ出場し、優秀な成績を収めている。